# Åkersberga HK
Åkersberga HK är en handbollsklubb i Åkersberga som grundades 1985. 
Mattias Gustafsson har fostrats i klubben.

### Fotnoter
1. ↑  Anders Lindblad (26 januari 2011). ”Skånsk dominans i VM-truppen”. Svenska dagbladet. http://www.svd.se/skansk-dominans-i-vm-truppen. Läst 20 januari 2017.